# 8 ½ النساء
8 ½ النساء (بالإنجليزية: 8½ Women)‏ هو فيلم دراما، وفيلم كوميديا أُصدر في 1999. الفيلم تولّت أفلام ليونزغيت توزيعه، وهو من إخراج بيتر جريناواي الذي تولّى كتابة السيناريو أيضًا.

## القصة
تقع أحداث الفيلم في جنيف. بعد وفاة زوجته أميليا ، افتتح رجل الأعمال الثري فيليب إيمنتال (جون ستاندينج) وابنه ستوري (ماثيو ديلامير) حريمهما الخاص في منزلهما العائلي في جنيف. حصلوا على الفكرة أثناء مشاهدة فيلم Federico Fellini 8 + 1⁄2 وبعد أن "تُمنح" ستوري امرأة ، Simato (Shizuka Inoh) ، للتنازل عن ديونها باتشينكو. يوقعون عقودًا لمدة عام مع ثماني نساء (ونصف) لهذا الغرض.
لكل من النساء وسيلة للتحايل (إحداهن راهبة ، والأخرى مؤدية كابوكي ، إلخ). سرعان ما سيطر فيليب على المحظيات المفضلة لديه ، بالميرا (بولي ووكر) ، الذي لا يهتم بستوري كمحب ، على الرغم مما قد ينص عليه عقدهم. يموت فيليب ، وتنتهي عقود المحظيات ، ويترك ستوري وحده مع جولييتا (الاسمي "1⁄2" بصفته مبتورًا) وبالطبع المال والمنازل.
بينما يتعامل الفيلم مع الأفعال الجنسية المتنوعة ويصفها بيانياً في المحادثة ، لا يعرض الفيلم أي مشاهد جنسية على هذا النحو ، على الرغم من أنه يحتوي على عدة حالات من عري الذكور.

## طاقم التمثيل
- جون ستاندنق
- جولز ويرنر  [لغات أخرى]‏
- باتريك هاسترت  [لغات أخرى]‏
- بول هوفمان  [لغات أخرى]‏
- دون وارينغتون
- ساشا لي  [لغات أخرى]‏
- Hairi Katagiri [الإنجليزية]‏
- كاتسويا كوباياشي
- ساشيكو ميغورو
- بيتر جريناواي
- Kirina Mano  [لغات أخرى]‏
- ميريام مولر
- آني يي
- فيفيان وو
- بولي ووكر
- باربارا صرافيان
- أماندا بلامر
- توني كوليت
- ناتاشا امل
- إليزابيث بيرينجتون

## الإنتاج
صوّر الفيلم في اليابان ، وكان Sacha Vierny ‏، ورينيه فان بروملين ‏ مديرًا لتصوير الفيلم.
موسيقى الفيلم التصويرية كانت من تأليف فرانك ليوسر.

## وصلات خارجية
- 8 ½ النساء على موقع IMDb (الإنجليزية)
- 8 ½ النساء على موقع ميتاكريتيك (الإنجليزية)
- 8 ½ النساء على موقع روتن توميتوز (الإنجليزية)
- 8 ½ النساء على موقع نتفليكس (الإنجليزية)
- 8 ½ النساء على موقع ألو سيني (الفرنسية)
- 8 ½ النساء على موقع Turner Classic Movies (الإنجليزية)
- 8 ½ النساء على موقع أول موفي (الإنجليزية)
- 8 ½ النساء على موقع بوكس أوفيس موجو (الإنجليزية)
- 8 ½ النساء على موقع فيلمافينيتي (الإسبانية)
- 8 ½ النساء على موقع قاعدة بيانات الأفلام السويدية (السويدية)